# Rotunda (písmo)

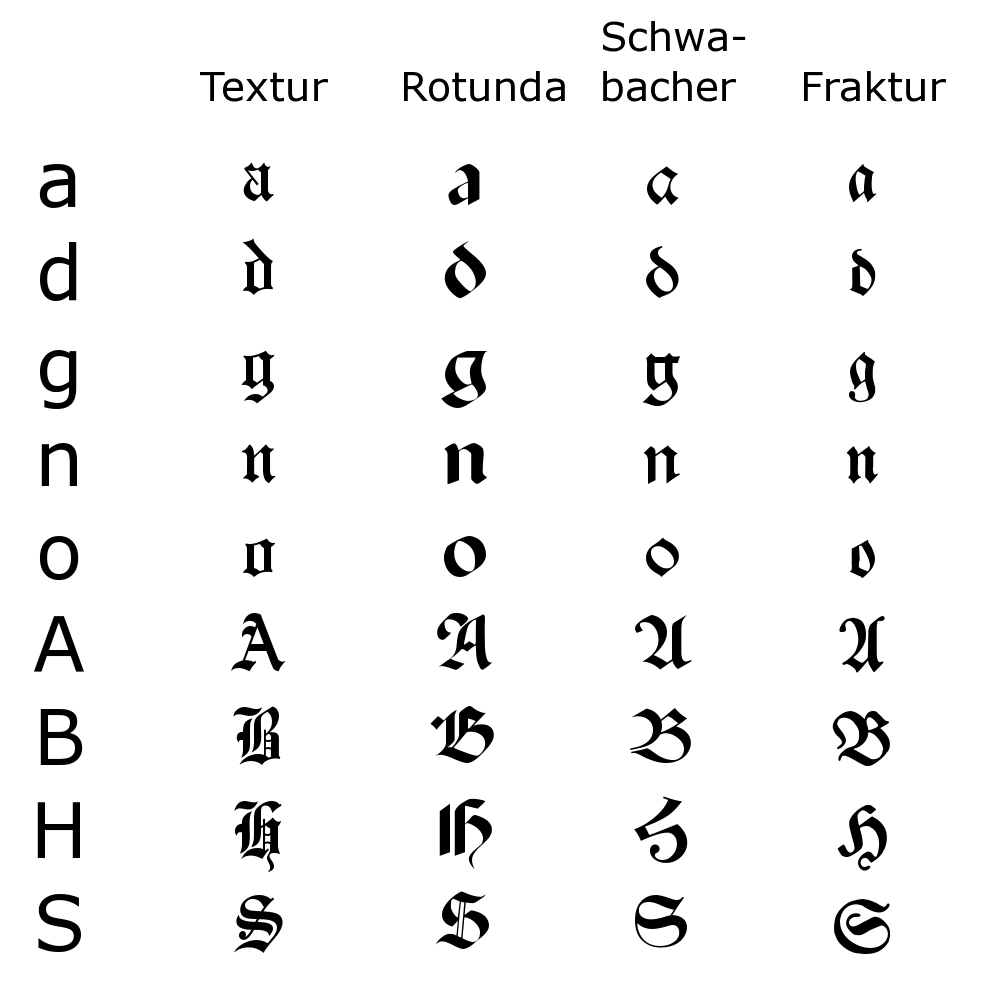
Srovnání textury, rotundy, švabachu a fraktury

Rotunda (z lat. rotundus, kulatý, oblý) je typ gotického písma, které vzniklo v závěru 13. století v Itálii, jižní Francii a Španělsku, z něhož se vyvinulo tiskové gotické písmo používané do první poloviny 16. století.

## Historie
Ve třináctém století došlo k změnám kterými se do té doby užívaná karolina vyvinula v gotické písmo (resp. konkrétně gotickou minuskulu). Při ručním psaní, kdy gotičtí písaři psali šikmým perem, kdy bylo potřeba vtěsnat na malý prostor co nejvíce písmen. Jeho charakteristickým znakem je písmeno vysoké, v karolině rovné tahy jsou lámané, písmo je výrazně stínované (objevují se zde silné a vlasové tahy). Typické lámání bylo výrazné zejména v severních oblastech, naopak na jihu (v Itálii) se karolina nelámala tak výrazně a tato oblá varianta gotické minuskuly se označuje rotunda. Tradiční význam Itálie stál za významem tohoto tvaru ve zbytku Evropy (např. zvláštní typ rotundy littera bononiensis se užívala v okruhu vlivné boloňské univerzity).
První tisková písma (zvlášť v době prvotisků) kopírovala tvary kreslených písem (tedy nejkaligrafičtější písma užívaná pro psaní rukopisů), včetně textury (nejkaligrafičtější lámaná gotická minuskula) a rotundy. Od šedesátých let 15. století se staly Benátky střediskem tiskové rotundy, proto byla dlouhou dobu rotunda nazývána veneta. V roce 1472 byla tištěna v Německu v dílně kolínského tiskaře Johanna Koelhoffa st. V roce 1514 ji použil lipský tiskař Melchior Lotter st. pro tisk latinsko-české učebnice Libellus grammatices od humanisty Niccolo Perottiho. Od druhé poloviny 16. století byl v Německu používán švabach.
Do Čech a na Moravu byla rotunda dovezena z Itálie v podobě ručně psaných právnických rukopisů. Tisková rotunda byla hojně používána v tiscích české literatury v Norimberku tiskaři jako Jan Günther, Hieronymus Höltzel, Leonard Milchtaler atd. V roce 1484 ji poprvé použil ve Vimperku tiskař Johann Alacraw, v Brně od roku 1486 požívali rotundu Konrád Stahel a Matthias Preinlein. V Olomouci v letech 1501–1502 to byl Konrad Baumgartem a v roce 1504 Libor Fürstenhain. Jako tiskové písmo byla rotunda na Moravě používána do roku 1504. Nejdéle byla používána tiskařským rodem Hadů do roku 1558.